# Gottfried Helnwein
Gottfried Helnwein, avstrijsko-irski likovni umetnik, * 8. oktober 1948, Dunaj.
Helnwein je študiral na Akademiji likovnih umetnosti na Dunaju. Delal je kot slikar, risar, fotograf, kipar, instalacijski in performativni umetnik, z najrazličnejšimi tehnikami in sredstvi. Njegovo zgodnje delo so predvsem hiperrealistični akvareli, na katerih je upodobil ranjene otroke, kot tudi performansi – pogosto z otroki – na javnih krajih. Pripada tradiciji, ki sega v 18. stoletje, ko je svoje grimasirajoče kipe ustvarjal Franz Xaver Messerschmidt. Skupne poteze ima tudi z delom Hermanna Nitscha in Rudolfa Schwarzkoglerja, dveh drugih Dunajčanov, ki prikazujeta svoje telo v referenčnem okviru poškodbe, bolečine in smrti. Zanimanje za govorico telesa se naslanja na delo Egona Schieleja.
Stalnica Helnweinovega umetniškega ustvarjanja je človekovo stanje. Zanimajo ga predvsem psihološka in sociološka tesnoba, zgodovinska vprašanja in politične teme, zato ga pogosto označujejo za provokativnega in kontroverznega. Njegovo delo vključuje tudi avtoportrete, vendar je metafora zanj upodobitev ranjenega in prestrašenega otroka. Pomembna referenca njegove umetnosti je holokavst. Znane so tudi Helnweinove upodobitve slavnih osebnosti, med drugimi so mu pozirali Rolling Stonesi, Andy Warhol, Muhammad Ali, Rammstein. Njegova upodobitev Johna F. Kennedyja je bila ob 20. obletnici Kennedyjeve smrti objavljena na naslovnici revije Time.
Heinwein je za svoje delo prejel več nagrad, med drugim tudi nagrado kardinala Königa in Theodor-Körnerjevo nagrado. Z Marlene Dietrich je napisal knjigo. Prijateljuje z Marilynom Mansonom, čigar poročna priča je bil leta 2005. Je poročen in ima štiri otroke.